# Adamić
Adamić je priimek več znanih oseb:
- Andrija Ljudevit Adamić, hrvaški trgovec in prómotor kulturnega ter gospodarskega življenja  (1766—1828)
- Josip Adamić, hrvaški komunist (1907—1931)
- Krešimir Adamić, hrvaški fizik (* 1939)
- Stanislava Adamić, hrvaška pesnica in pisateljica (* 1922)
- Tomislav Adamić, hrvaški glasbeni pedagog in zborovodja (* 1907)